# Дарія Лоренци
Дарія Лоренчи (13 квітня 1976) — хорватська акторка.

## Вибіркова фільмографія
| Рік  | Назва                           | Роль | Примітки |
| ---- | ------------------------------- | ---- | -------- |
| 2012 | Шлях Халіми                     |      |          |
| 2012 | Вегетаріанський людожер         |      |          |
| 2010 | Просто між нами                 |      |          |
| 2009 | Метастази (фільм)               |      |          |
| 2008 | Немає Сина                      |      |          |
| 2007 | Важко бути хорошим              |      |          |
| 2005 | Секс, напої та кровопролиття    |      |          |
| 2004 | Вибачте за Кунг-Фу              |      |          |
| 2003 | Той, хто залишиться непоміченим |      |          |